# Direct Connect
Direct Connect (DC) ist ein Peer-to-Peer-Filesharing-Protokoll und ein Computerprogramm, das dieses Protokoll implementiert. Auch das Filesharing-Netzwerk, das die Benutzer durch ihre Teilnahme aufbauen, wird als Direct Connect bezeichnet.
Es hat nichts mit dem ähnlich klingenden Produkt Connect Direct (C:D) zu tun.

## Geschichte
Das Direct-Connect-Protokoll (NMDC) wurde von der Firma NeoModus Inc. entworfen. Sie entwickelte auch Server- und Client-Software, die dieses Protokoll verwenden, beide sind heute allerdings nur noch selten in Gebrauch. Auf Basis des NMDC-Protokolls gibt es von dem the adc projekt eine Weiterentwicklung von welchem es 2007 die erste offizielle Version gab.

## Aufbau und Funktionsweise
Direct Connect basiert auf dem Client-Server-Modell, dabei hat der Server (im Direct Connect Jargon Hub genannt) eine rein vermittelnde Aufgabe und stellt selber keine Daten bereit (ähnlich einem Torrent Tracker). Die Clienten verbinden sich mit dem Hub und haben somit Zugriff auf die angebotenen Daten anderer User. Im Internet gibt es Listen mit öffentlichen Hubs, zu denen sich jeder verbinden kann. Dort sind auch die Mindestanforderungen für die Benutzung genannt. Geschlossene Benutzergruppen sind möglich  (Privat Hubs). Neben den allgemeinen Hubs existieren auch solche, deren Benutzer sich vorrangig auf ein bestimmtes Themengebiet beschränken.
Einmal mit dem Hub verbunden, kann der Benutzer eines Clients an einem IRC-artigen Chat teilnehmen. Dabei existiert ein öffentlicher Kanal, Main Chat genannt, sowie die Möglichkeit, sich privat zu unterhalten (in sogenannten Private Messages). Außerdem kann der Benutzer Verzeichnisse freigeben (Sharing). Die darin enthaltenen Dateien können dann von jedem anderen Benutzer im Hub heruntergeladen werden. Die Betreiber des Hubs haben zusätzlich die Möglichkeit, den Hauptchat mit Skripten zu erweitern, zum Beispiel es dem Benutzer zu ermöglichen, Statistiken über den jeweiligen Hub abzurufen. Das wird jedoch nicht von jeder Client-Software unterstützt.
Der Benutzer muss festlegen, wie viele Uploadslots er bereitstellt. Die meisten öffentlichen Hubs setzen eine Mindestgrenze an Uploadslots fest (oft wird ein bestimmtes Hubs/Slots-Verhältnis festgelegt, beispielsweise ein Slot je Hub), ohne die dem Benutzer der Zugang verwehrt wird. 
Die Suche nach Dateien findet entweder über eine Suchanfrage nach Namen oder nach bestimmten Tiger-Tree-Hash statt. Alternativ kann eine Liste aller freigegebenen Dateien (sogenannte file list) eines Benutzers angefordert werden, um darin nach Interessantem zu suchen.
Das System skaliert in der Praxis schlecht auf sehr große Benutzerzahlen. Die größten Hubs erreichen selten eine Anzahl gleichzeitig verbundener Benutzer von mehr als 6000. Allerdings können sich Hubs zusammenschalten. Dann werden Suchanfragen auch an Nachbarhubs weitergeschickt, um die Chance auf Treffer zu erhöhen.
Inzwischen existiert mit Verlihub eine Serversoftware, die bis zu 20000 Benutzer verwalten kann.
Durch die Möglichkeit einer Passwortvergabe können mit DC geschlossene Gemeinschaften geschaffen werden. Alternativ wird der Zugang oft durch eine geforderte Mindestmenge an freigegebenen Daten (Minimalshare) erschwert. Eine weitere Möglichkeit zur Restriktion ist das Einschränken zulässiger Client-Verbindungen auf einen bestimmten IP-Bereich. So können dann beispielsweise nur Rechner aus einem lokalen Netzwerk auf den Hub zugreifen.
Durch das Wegnehmen des völlig freien Zugangs erhoffen sich manche Hubbetreiber außerdem, rechtlichen Problemen aus dem Weg zu gehen. Auch in vielen DC-Hubs wird urheberrechtlich geschütztes Material getauscht. Von der Industrie bezahlten Fahndern wie den Mitarbeitern der Gesellschaft zur Verfolgung von Urheberrechtsverletzungen (GVU) soll durch die genannten Hürden der Zugang erschwert werden.

## Popularität und Verbreitung
Direct Connect ist vor allem in skandinavischen Ländern ein sehr populäres System (in Norwegen war DC++ 2004 laut Google Zeitgeist der dritthäufigste Suchbegriff des Landes). Waren Anfang 2005 im gesamten DC-Netzwerk laut hublist.org rund 800.000 Benutzer in rund 5.400 Hubs online, waren es im Oktober 2007 laut dchublist.com rund eine Million Nutzer auf 3500 Hubs verteilt (wobei der überwiegende Teil der Nutzer zu mehreren Hubs verbunden ist, sodass eine Nutzerzahl von weniger als 200.000 realistisch ist). Das Angebot an deutschsprachigen öffentlichen Hubs ist allerdings stark begrenzt.
Ein Anwendungsbereich, für den sich das Direct Connect System besonders eignet, ist der Einsatz innerhalb geschlossener, privater Netzwerke, z. B. bei LAN-Partys oder in Universitätsnetzen. In einem solchen Local Area Network können mit der Software sehr hohe Datentransferraten erreicht werden.

## Software

### Clients
- MLDonkey (plattformunabhängig)
- DC++ und verschiedene Derivate (Windows)